# جبل هوبكنز
جبل هوبكنز هو قُنة يبلغ ارتفاعها 8553 قدمًا (2،607 م) من سلسلة جبال سانتا ريتا، في مقاطعة سانتا كروز، جنوب أريزونا.
سميت الالقُنة باسم جيلبرت هوبكنز، الذي قُتل في مكان قريب خلال معركة فورت بوكانان في عام 1865.
يقع الجبل في غابة كورونادو الوطنية ويحده من ثلاث جهات جبل رايتسون البري.